# Here Today (canción de Paul McCartney)
«Here Today» es una canción de Paul McCartney de su álbum de 1982 Tug of War, de género pop folk. McCartney escribió la canción sobre su relación y el cariño que le tenía a su compañero y amigo John Lennon, quien había muerto casi dos años antes, y fue concebida como un diálogo imaginario entre los dos músicos. La canción contó además con la participación del productor de The Beatles, George Martin, quien complementó la instrumentación con acordes de guitarra. Aunque no fue lanzada como sencillo, la canción alcanzó el puesto # 46 en las listas de Billboard Mainstream Rock.
Fue grabada en el verano de 1981 en el Scottish Studio, junto con la canción que daba nombre al álbum «Tug of War». Debido a que McCartney normalmente toca «Here Today» en show y recitales, figura además en los álbumes en vivo Back in the World, Back in the U.S., Good Evening New York City y Live in Los Angeles
 

## Créditos
- Paul McCartney: vocales y guitarra
- Jack Rothstein: violín
- Bernard Partridge: Violín
- Ian Jewel: viola
- Keith Harvey: violonchelo

Fuente 